# Маркарій (герцог Фріульський)
Маркарій, герцог Фріульський (776–787). Перший герцог Фріульський, ймовірно не лангобард, призначений Карлом Великим.
Папа Римський Адріан I прийняв у Римі єпископа Істрії Маврикія, якому візантійці викололи очі за профарнкську пропаганду, та відправив його до двору Маркарія. Адріан I просив Карла Великого наказати Маркарію виступити проти візантійців та відновити Маврикія на єпископському престолі.
Маркарію спадкував вірний Карлу Великому Ерік.